# 秋歌
『秋歌』（あきうた）は、様々なアーティストの秋の楽曲を集めたコンピレーション・アルバム。2005年8月31日発売。発売元はGT Music／Sony Music Direct。

## 解説
“秋”をテーマにした、様々な楽曲を収録したコンピレーション・アルバム。発売元はソニー・ミュージック系列であるが、いくつかの楽曲は他社から音源を借りている。例えば、森高千里「私がオバさんになっても」はワーナー・パイオニアから発売された楽曲である。
主に、1970年代・1980年代のJ-POP、フォークソング、アイドル歌謡曲を中心とした選曲である。
前年の2004年には、同じく秋がテーマの楽曲のみを収録したコンピレーション・アルバム『秋の夜長と上手につきあう17の知恵』が発売された。そちらでは「秋冬」は高田みづえ、「秋桜」は山口百恵のバージョンがそれぞれ収録されている。

## 収録曲
1. 風は秋色（1980年10月1日）
  - 作詞: 三浦徳子、作曲・編曲: 小田裕一郎
  - 歌: 松田聖子、初のオリコン・ヒットチャート1位獲得曲。
2. すみれ September Love（1982年7月21日）
  - 作詞: 竜真知子、作曲・編曲: 土屋昌巳
  - 歌: 一風堂、1997年にSHAZNAが歌ってリバイバル・ヒットした。
3. M（1988年11月21日）
  - 作詞: 富田京子、作曲: 奥居香、編曲: PRINCESS PRINCESS
  - 歌: PRINCESS PRINCESS、アルバム『LET'S GET CRAZY』収録曲。
4. 月の舟（1988年6月21日）
  - 作詞: 森雪之丞、作曲: 中崎英也、編曲: 清水信之
  - 歌: 池田聡
5. 私がオバさんになっても（1992年6月25日）
  - 作詞: 森高千里 、作曲・編曲: 斉藤英夫
  - 歌: 森高千里、日本テレビ土曜ドラマ『まったナシ!』主題歌。
  - アルバム『ROCK ALIVE』（1992年3月25日）からのリカット、第43回NHK紅白歌合戦歌唱曲。
6. SHOW ME（1987年10月26日）
  - 作詞・作曲: A.Tripoli・T.Moran・A.Cabrera・B.Khozouri、日本語詞: 森浩美、編曲: 船山基紀
  - 歌: 森川由加里、TBS金曜9時枠ドラマ『男女7人秋物語』主題歌。
7. 九月の雨（1977年9月1日）
  - 作詞: 松本隆、作曲・編曲: 筒美京平
  - 歌: 太田裕美、第28回NHK紅白歌合戦 歌唱曲。
8. 思えば遠くへ来たもんだ（1980年8月1日）
  - 作詞: 武田鉄矢、作曲: 山木康世、編曲: 若草恵
  - 歌: 海援隊
9. 秋桜（1978年3月25日）
  - 作詞・作曲: さだまさし、編曲: 渡辺俊幸
  - 歌: さだまさし、山口百恵へ提供した曲のセルフカヴァー（アルバム『私花集』収録曲）。
10. 哀愁のシンフォニー（1976年11月21日）
  - 作詞: なかにし礼 、作曲: 三木たかし、編曲: 馬飼野康二
  - 歌: キャンディーズ
11. 季節の翳りに（1979年9月21日）
  - 作詞: 伊藤アキラ、作曲: 渡辺真知子、編曲: 船山基紀
  - 歌: 渡辺真知子
12. それぞれの秋（1980年10月25日）
  - 作詞・作曲: 谷村新司、編曲: 安田裕美・服部克久
  - 歌: アリス
13. 哀愁のページ（1972年9月21日）
  - 作詞: 有馬三恵子、作曲・編曲: 筒美京平
  - 歌: 南沙織、イントロに英語の台詞が挿入されている。
14. 祭りのあと（1972年7月21日）
  - 作詞: 岡本おさみ、作曲: 吉田拓郎
  - 歌: よしだたくろう、アルバム『元気です。』（初のLPチャート1位獲得作品）収録曲。
15. 残り火（1978年9月21日）
  - 作詞・作曲: 五輪真弓、編曲: 船山基紀
  - 歌: 五輪真弓
16. コスモス街道（1977年8月25日）
  - 作詞: 竜真知子、作曲・編曲: 都倉俊一
  - 歌: 狩人、秋の軽井沢が舞台。
17. 秋冬（1983年）
  - 作詞: 中山丈二、作曲: 堀江童子、編曲: 石田勝範
  - 歌: 三ツ木清隆

## 関連作品
- 春の桜と優雅に語らう17の知恵（2005年2月23日）
- 春歌（2006年3月1日）
- 夏歌（2004年6月23日）
- 夏歌2（2005年6月22日）
- 秋の夜長と上手につきあう17の知恵（2004年9月23日）
- 冬歌（2004年11月26日）
- 冬歌2（2005年11月23日）